# حكومة أحمد حسين خضير
كان نظام الحكم في العراق خلال أغلب فترة حكم حزب البعث العربي الاشتراكي هو نظام رئاسي، وكان رئيس الجهورية هو نفسه رئيس الحكومة.
شغل صدام حسين منصب رئيس الجمهورية العراقية خلفا للرئيس أحمد حسن البكر في 16 تموز 1979، وبالتالي شغل منصب رئيس وزراء العراق.
بعد انتهاء حرب الكويت، كلف رئيس الجهورية صدام حسين السيد سعدون حمادي ثم محمد حمزة الزبيدي بشغل منصب رئيس الوزراء بعدما شغل صدام حسين منصب رئاسة الوزراء منذ توليه منصب رئاسة الجمهورية عام 1979.
كان أحمد حسين خضير ثالث من شغل منصب رئيس الوزراء خلال فترة رئاسة صدام حسين، وكانت للفترة من 5 أيلول 1993 لغاية 29 أيار 1994. كلف بعدها أحمد حسين خضير بشغل منصب رئاسة ديوان الرئاسة، بينما عاد صدام حسين لمنصب رئيس الوزراء، واستمرت تلك الحكومة حتى احتلال العراق عام 2003.

## قائمة الوزراء
كان قائمة الوزراء في الحكومة التي ترأسها أحمد حسين خضير كما يلي:
| الوزارة                           | الوزير                        | الملاحظات |
| --------------------------------- | ----------------------------- | --- |
| رئيس الوزراء                      | أحمد حسين خضير                | شغل منصب وزير الخارجية ثم وزير المالية في حكومة محمد حمزة الزبيدي. استمر في منصب وزير المالية بالوكالة |
| نائب رئيس الوزراء                 | طارق عزيز                     | مستمر في منصبه |
| وزير الدفاع                       | علي حسن المجيد                | مستمر في منصبه |
| وزير الداخلية                     | وطبان إبراهيم الحسن           | مستمر في منصبه |
| وزير الخارجية                     | محمد سعيد الصحاف              | مستمر في منصبه |
| وزير المالية                      | أحمد حسين خضير                | استمر في منصبه بالوكالة مع شغله لمنصب رئيس الوزراء |
| وزير العدل                        | شبيب المالكي                  | مستمر في منصبه |
| وزير التربية                      | حكمت عبد الله البزاز          | مستمر في منصبه |
| وزير التعليم العالي والبحث العلمي | همام عبد الخالق عبد الغفور    | مستمر في منصبه |
| وزير العمل والشؤون الاجتماعية     | لطيف نصيف جاسم                | خلفا لأوميد مدحت مبارك |
| وزير الصحة                        | أوميد مدحت مبارك              | خلفا لعبد السلام محمد سعيد، كان يشغل منصب وزير العمل والشؤون الاجتماعية |
| وزير الثقافة والإعلام             | حامد يوسف حمادي               | مستمر في منصبه |
| وزير النقل والمواصلات             | أحمد مرتضى أحمد               | خلفا لعبد الستار أحمد المعيني |
| وزير الزراعة                      | بشير علوان حمادي حسن العيثاوي | كانت الوزارة السابقة تسمى وزارة الزراعة والري والتي كان يشغلها الوزير عبد الوهاب محمود عبد الله الصباغ. شغل بشير علوان المنصب حتى 25 أيار 1994، شغل بعده وزير الري نزار جمعة علي القصير منصب وزير الزراعة بالوكالة |
| وزير الري                         | نزار جمعة علي القصير          | كانت الوزارة السابقة تسمى وزارة الزراعة والري والتي كان يشغلها الوزير عبد الوهاب محمود عبد الله الصباغ. |
| وزارة الإسكان والتعمير            | محمود ذياب الأحمد             | مستمر في منصبه |
| وزير التخطيط                      | سامال مجيد فرج                | مستمر في منصبه |
| التجارة                           | محمد مهدي صالح                | مستمر في منصبه |
| وزير الصناعة والمعادن             | حسين كامل                     | خلفا لعامر السعدي |
| وزير النفط                        | صفاء هادي جواد الحبوبي        | خلفا لأسامة عبد الرزاق الهيتي |
| وزير الأوقاف والشؤون الدينية      | عبد المنعم أحمد صالح          | خلفا لعبد الله فاضل عباس السامرائي |
| وزير دولة للشؤون العسكرية         | عبد الجبار شنشل               | مستمر في منصبه |
| وزير دولة                         | أرشد محمد أحمد الزيباري       | - |
| وزير دولة                         | عبد الوهاب مرزا عمر الأتروشي  | - |